# 楊宗妙
楊 宗妙（よう そうみょう、1019年 - 1073年）は、北宋の仁宗の修儀（側室）。

## 生涯
曹州定陶県の人。侍衛の楊忠の娘。初め、原武郡君に封ぜられ、正四品美人に進んだ。仁宗は楊美人の父を昇進させたいと思ったが、楊美人は「外官当積労以取貴、今以恩沢徼幸、恐啓左右詖謁之端」と言った。これは仁宗を喜ばせ、楊美人の5人の親族に官職が与えられた。楊美人は尚美人とともに仁宗の寵愛を受け、郭皇后としばしば諍いを起こした。
明道2年（1033年）、尚美人が仁宗の御前において、皇后の言葉を遮って話すという無礼を犯した。怒った郭皇后が尚美人の頬を叩こうとしたところ、止めに入った仁宗の顔を誤って叩いてしまい、また皇后の爪が仁宗の頬を傷つけた。激怒した仁宗は郭皇后を浄妃に降格した。尚美人は得意のあまり、しばしば朝政に干渉し、楊美人と仁宗を誘って酒色に溺れた。楊太后に諫められ、仁宗は尚美人とも楊美人とも疎遠になった。景祐元年（1034年）、郭妃は瑤華宮に移り、尚美人も廃されて洞真宮で道姑として出家、楊美人も別宅に置かれることとなった。同年、曹氏が皇后として冊立された。
しかし後年、仁宗と曹皇后との仲が悪くなると、楊氏は尚氏とともに皇宮に召され、美人に復された。楊美人は女子を1人産んだが、夭折した。皇祐2年7月2日（1050年7月29日）、尚美人は薨去し充儀（正二品嬪）を贈られ、楊美人も正三品婕妤に上った。
英宗の嘉祐8年（1063年）3月、修儀（正二品嬪）の位に進んだ。熙寧5年12月（1073年）薨去し、徳妃の位を贈られた。

## 女子
- 荘宣帝姫

## 伝記資料
- 『宋史』
- 『宋会要輯稿』
- 『皇宋通鑑長編記事本末』